# Friedrich Krafft (Chemiker)

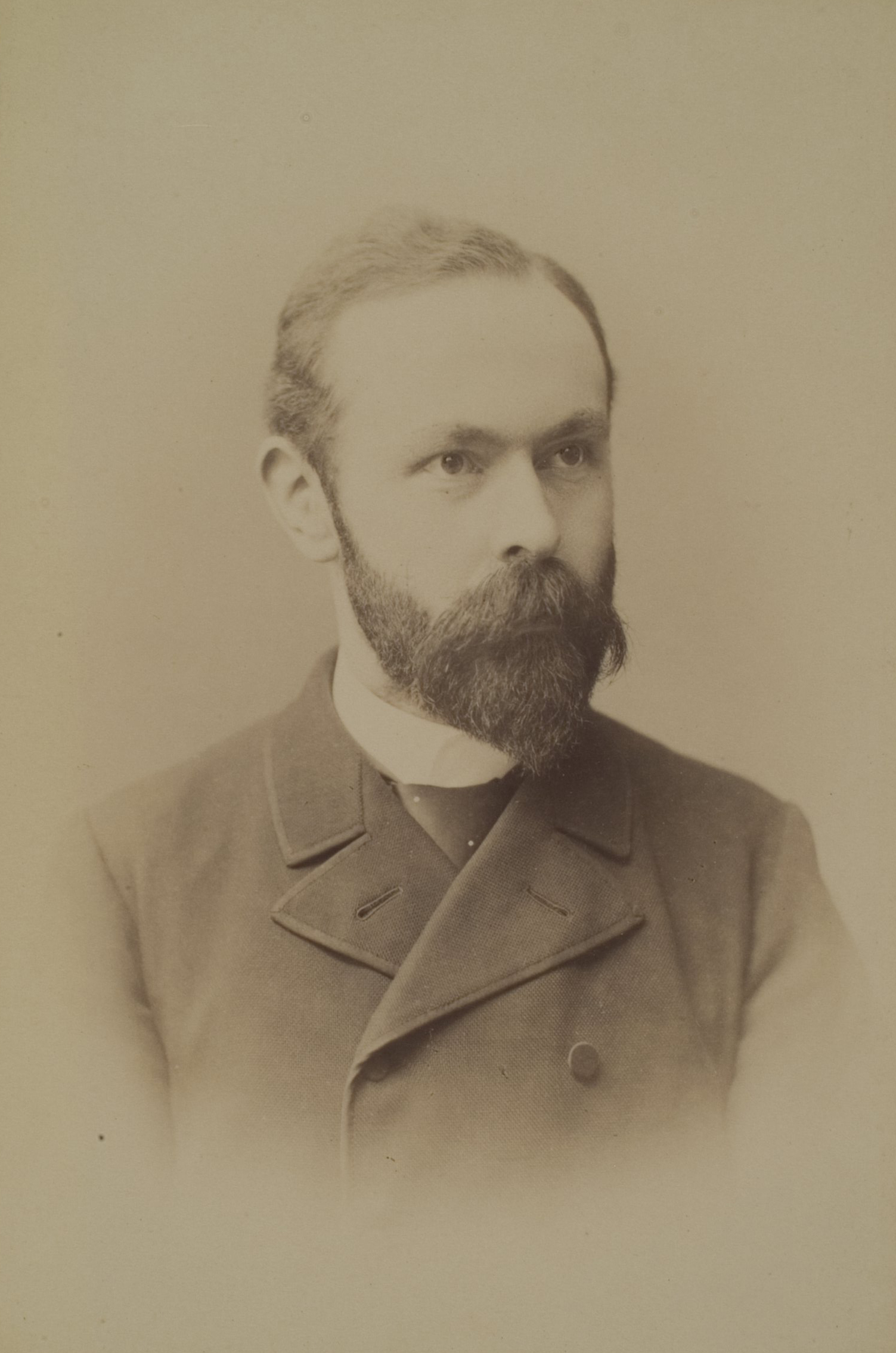
Friedrich Krafft

Friedrich Krafft (* 21. Februar 1852 in Bonn; † 3. Juni 1923 in Heidelberg) war ein deutscher Chemiker.
Seine Eltern waren der Bonner Professor Wilhelm Ludwig Krafft (1821–1897) und Frieda von Scheibler (1828–1906). Sein Großvater war der Pastor und Konsistorialrat Johann Gottlob Krafft (1789–1830).

## Leben und Wirken
Krafft begann sein Studium der Naturwissenschaften 1869 bei August Kekulé, Rudolf Clausius und Gerhard vom Rath. Daneben beschäftigte er sich mit Musikgeschichte und hatte als Freiwilliger am Deutsch-Französischen Krieg 1870/71 teilgenommen. 1874 promovierte er bei August Kekulé zum Dr. phil. mit der Arbeit Über Thiobenzol und Thioanilin.
Nach einem weiteren kurzen Studium an der ETH Zürich zog er nach Basel und habilitierte sich 1875 mit der Schrift Über die Entwicklung der Theoretischen Chemie. Er war dann Assistent von Jules Piccard, bis er 1877 in Basel zum ao. Professor ernannt wurde. 1880 wechselte er nach Heidelberg, wo er 1888 ao. Professor wurde und bis 1922 lehrte. Anfangs hatte er dort, wie auch Bunsen, keinen leichten Stand und arbeitete bis 1898 unter sehr beengten Verhältnissen. 
Sein Interesse galt den Fettsäuren, den aromatischen Sulfonsäuren und dem stufenweisen Abbau der Carbonsäuren (Krafftscher Carbonsäureabbau, 1879). Er synthetisierte aromatische Selen- und Tellur-Verbindungen und bestimmte den Siedepunkt der Edelmetalle.

## Ehrungen
- 1892 wurde er zum Mitglied der Leopoldina gewählt.
- 1923 wurde er in Heidelberg noch kurz vor seinem Tod zum ordentlichen Honorarprofessor ernannt.[4][5]

## Schriften
- Kurzes Lehrbuch der Chemie (Leipzig und Wien, Franz Denticke)
  - Bd. 1: Anorgan. Chemie; 1891
  - Bd. 2: Organische Chemie; 1893,  2. Aufl. 1897.
- Anorganische Chemie. 3. Aufl. Deuticke, Leipzig 1898. (Digitalisat)
- F. Krafft, Adolf Stern, Hermann Wiglow: Ueber das Verhalten der fettsauren Alkalien und Seifen in Gegenwart von Wasser Teil I und II in: Ber. Dt. chem. Ges. 27 (1894) Bd. 4, S. 1747–1761, Teil III Die Seife als Krystalloide 28 (1895) Bd. 3 S. 2566–2573 und Teil IV Die Seife als Colloide 28 (1895) Bd. 3 S. 2573–2582 (sie definierten hierin eine „Ausscheidungstemperatur“, die Lawrence 1935 als Krafft-Punkt benannte[6])
- F. Krafft, Anton Strutz: Über das Verhalten seifenähnlicher Substanzen gegen Wasser in: Ber. Dt. chem. Ges. 29 (1896) Bd. 2 S. 1328–1334.
- F. Krafft: Ueber eine Theorie der colloidalen Lösungen in: Ber. Dt. chem Ges. 29 (1896) Bd. 2 S. 1334–1344
- F. Krafft, R. Funcke: Ueber die Einwirkung des Wassers auf Heptylaminseifen Ber. Dt. chem. Ges. 33 (1900) Bd. 3 S. 3210–3212